# 考夫曼山
75°37′S 132°25′W / 75.617°S 132.417°W
考夫曼山（英語：Mount Kauffman）是南極洲的山峰，位於瑪麗伯德地，屬於阿梅斯山脈的一部分，海拔高度2,365米，美國地質調查局根據測量和該國海軍的空中照片繪入地圖，現時由南極條約體系管理。